# Ixkhoi-Iurt
Ixkhoi-Iurt (en rus: Ишхой-Юрт) és un poble de la república de Txetxènia, a Rússia, segons el cens del 2022 tenia 4.454 habitants.